# Nossa Senhora das Misericórdias
Nossa Senhora das Misericórdias is een plaats (freguesia) in de Portugese gemeente Ourém en telt 5207 inwoners (2001).